# Shelly Yachimovich
Shelly Yachimovich (Kfar Saba, 28 marzo 1960) è una politica e giornalista israeliana.

## Biografia

### Carriera politica
Dal 4 maggio 2006 è membro del Knesset ed è stata la presidente del Partito Laburista Israeliano dal 22 settembre 2011 al 22 novembre 2013.